# Еден Голан
Еден Голан (хебр. עדן גולן; Кфар Сава, 5. октобар 2003) израелска је певачица. Представљала је Израел на Песми Евровизије 2024. са песмом Hurricane, која је завршила на петом месту.

## Биографија
Рођена је 5. октобра 2003. у Кфар Сави. Родитељи су јој Јевреји рођени у Совјетском Савезу: мајка јој је из Украјинске ССР, а отац из Летонске ССР.
Када је имала шест година, она и њени родитељи преселили у Русију због очевог посла и живели су у Москви. Породица је остала у Русији 12 година. Изјавила је има помешана осећања о времену проведеном у Русији и да је, иако је тамо започела своју музичку каријеру, била непријатно због честих манифестација антисемитизма. Током 2022. породица се вратила у Израел због инвазије Русије на Украјину.